# Jonquières (Aude)
Jonquières – miejscowość i gmina we Francji, w regionie Oksytania, w departamencie Aude.
Według danych na rok 1990 gminę zamieszkiwało 38 osób, a gęstość zaludnienia wynosiła 3 osoby/km² (wśród 1545 gmin Langwedocji-Roussillon Jonquières plasuje się na 862. miejscu pod względem liczby ludności, natomiast pod względem powierzchni na miejscu 623.).

## Zabytki
Zabytki w miejscowości posiadające status monument historique:
- krzyż cmentarny (Croix de cimetière)